# SN 2008bm
SN 2008bm – supernowa typu IIn odkryta 29 marca 2008 roku w galaktyce A130258+1030. W momencie odkrycia miała maksymalną jasność 17,40m.